# San Juan (Cáceres)
San Juan es un barrio de la ciudad española de Cáceres perteneciente al distrito Centro-Casco Antiguo.
Es uno de los barrios que forman los Extramuros de Cáceres, el área del casco antiguo situada fuera de la muralla que rodea a la ciudad vieja de Cáceres y que por su ubicación próxima a dicha zona Patrimonio de la Humanidad está protegida de forma ambiental o secundaria por la Unesco. El barrio es conocido por albergar la principal zona comercial del casco antiguo de la ciudad, formada principalmente por las calles Pintores, Moret, San Pedro y San Antón; el desarrollo de esta zona comercial se debe a que el barrio conecta la Plaza Mayor con el paseo de Cánovas, que son respectivamente el lugar más concurrido del casco antiguo y del ensanche urbano.
A 1 de enero de 2021 tenía una población de 924 habitantes según el padrón municipal.

## Localización

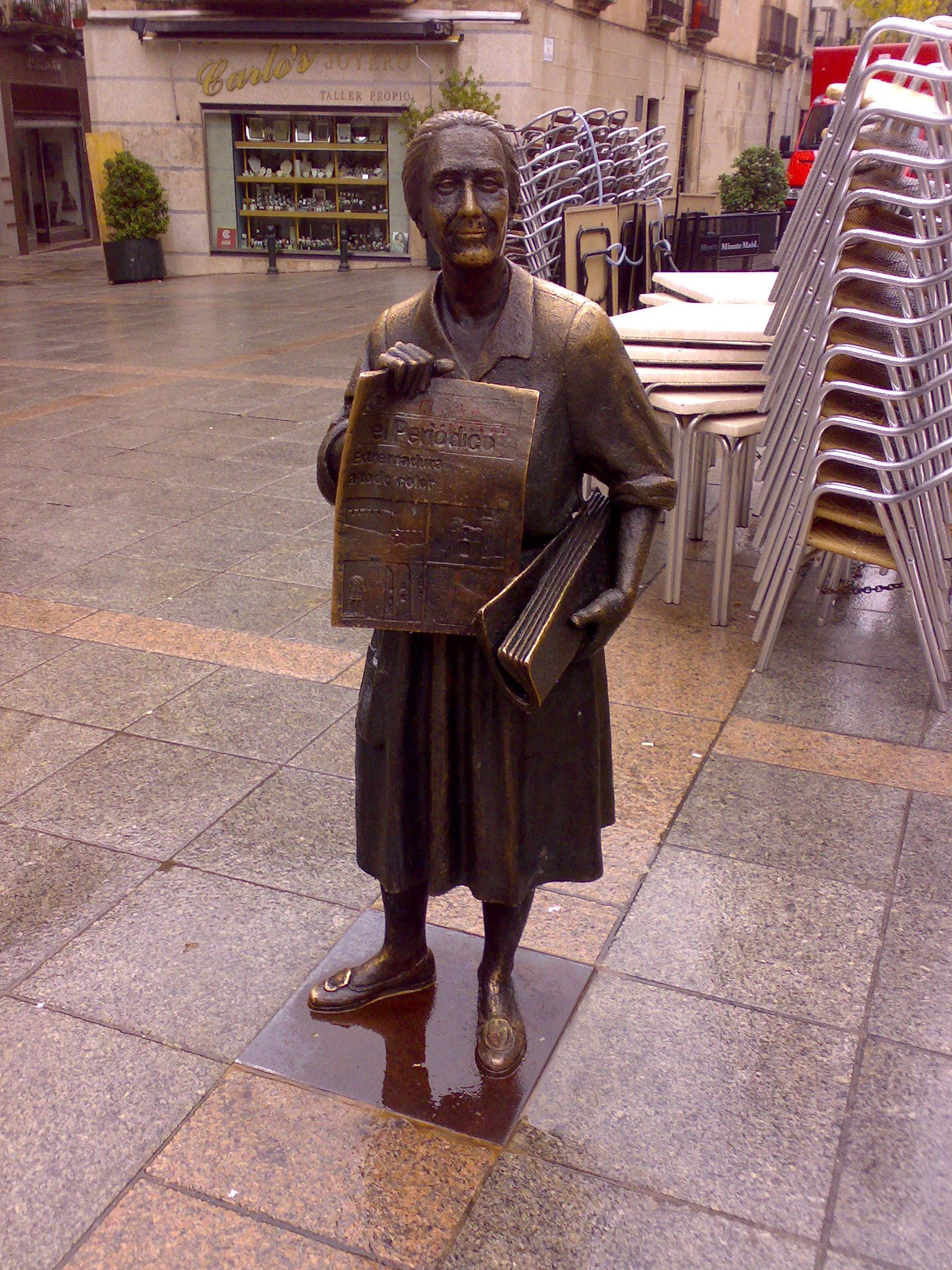
El monumento a Leoncia Gómez Galán es una de las esculturas más representativas de la ciudad.

Desde la reforma territorial de 2008, pertenece al distrito Centro-Casco Antiguo y limita con Margallo y el barrio de la Plaza Mayor al norte, la Ciudad Monumental al este, Santa Clara al sureste, Virgen de la Montaña al sur, Cánovas al suroeste y Casas Baratas al oeste. El límite con el casco antiguo de Intramuros lo marca el tramo del adarve de Santa Ana que va del arco de Santa Ana al foro de los Balbos. Con el resto de barrios está delimitado por las calles Postigo, Gallegos, travesía Pizarro, inicio de la calle Pizarro, Donoso Cortés, Roso de Luna, plaza Marrón, Santa Apolonia, María Telo Núñez, Alfonso IX (mitad meridional), Ceres, Piedad, Maestro Ángel Rodríguez, Alzapiernas, Paneras, Pintores (en su tramo junto a la Plaza Mayor), Maestro Sánchez Garrido y las plazas de Publio Hurtado y las Piñuelas.
El interior peatonal del barrio se estructura en torno a una plaza ajardinada llamada en su mayor parte "plaza de San Juan" (y "plaza del Doctor Durán" en su esquina meridional), en la cual se ubican la iglesia que da nombre al barrio y sus palacios históricos más representativos. Al oeste del barrio pasan las calles San Antón (en su tramo meridional) y Parras (en su tramo septentrional), importante avenida de un solo sentido de circulación que une la avenida de España con los aparcamientos públicos de la plaza Obispo Galarza. Entre la calle San Antón y la Plaza Mayor, pasando por la iglesia de San Juan, se forma el principal eje comercial del centro de la ciudad, que incluye las calles Clavellinas (que llega al cruce de San Antón y Parras desde la plaza Marrón), San Pedro (que lleva de este cruce a la iglesia de San Juan, con ruta trasera por las calles Donoso Cortés y Roso de Luna), Sergio Sánchez (que sale al sur de la iglesia hacia Santa Clara), Pintores (que lleva de la iglesia a la Plaza Mayor) y Moret (que sale al oeste de Pintores). Entre otras vías públicas de menor importancia del barrio se incluyen las calles Santa Bárbara y San Vicente (a las afueras de la Plaza Marrón), Felipe Uribarri Vergel y Sánchez Varona (al este de Parras), Casas de Cotallo (al oeste de San Antón) y Pedro Corbacho, Castillo, Busquet, San Fermín, Sánchez, Calaff y la plazuela de Don Álvaro (entre Ceres y Parras).
Desde el punto de vista de la geografía física, históricamente el barrio se ubicaba en la parte occidental del montículo del casco antiguo de Cáceres, siendo esta zona el lugar donde nacía el arroyo de Ríos Verdes, afluente del arroyo de San Blas cuyo valle separaba el casco antiguo del cerro en el que se ubica el vecino barrio de Casas Baratas.

## Demografía

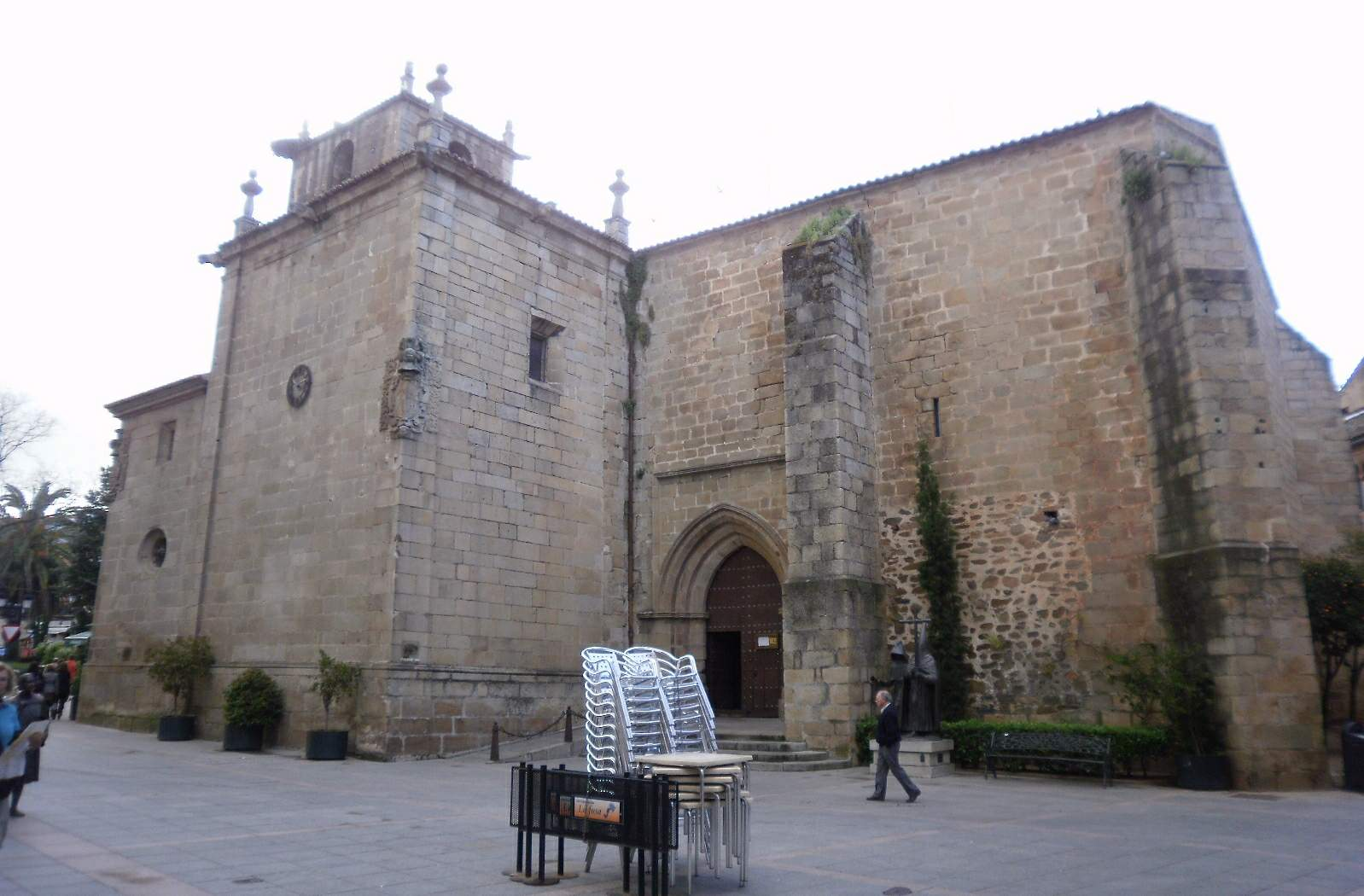
La iglesia de San Juan, parroquia medieval que da nombre al barrio

A 1 de enero de 2021 tenía una población de 924 habitantes según el padrón municipal. El barrio ha tenido la siguiente evolución demográfica desde 2007:
| Gráfica de evolución demográfica de San Juan entre 2007 y 2019 |
|                                                                |

## Administración
El barrio carece de asociación de vecinos propia debido a su pequeño tamaño, estando repartido su territorio entre la asociación de Antonio Canales en la parte occidental del barrio y la de "Zona Centro" (compartida con Santa Clara y Margallo) en la oriental.

## Patrimonio

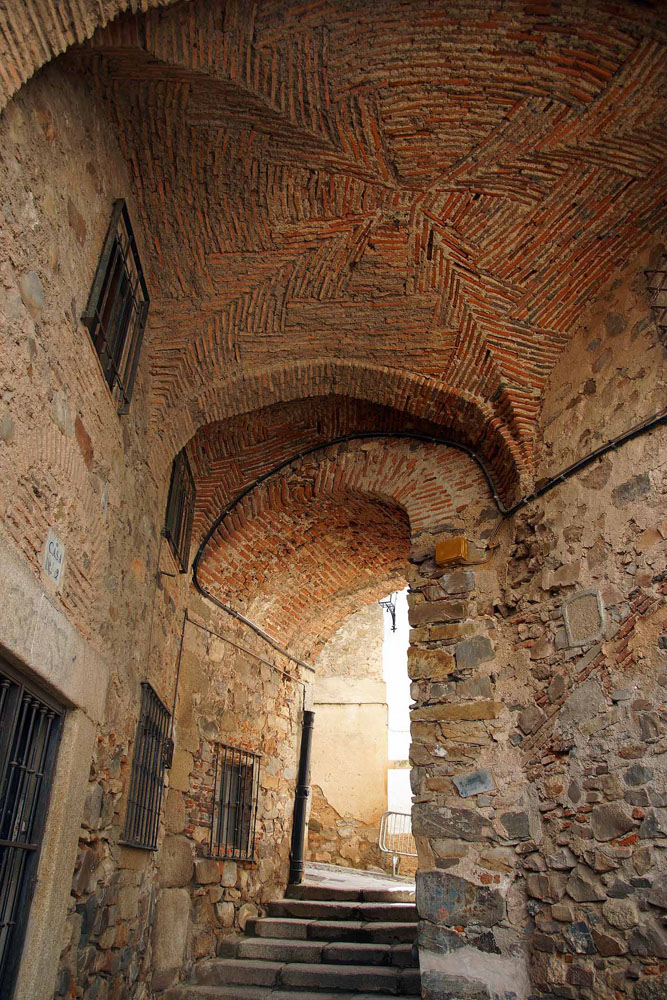
Interior de la torre del Postigo

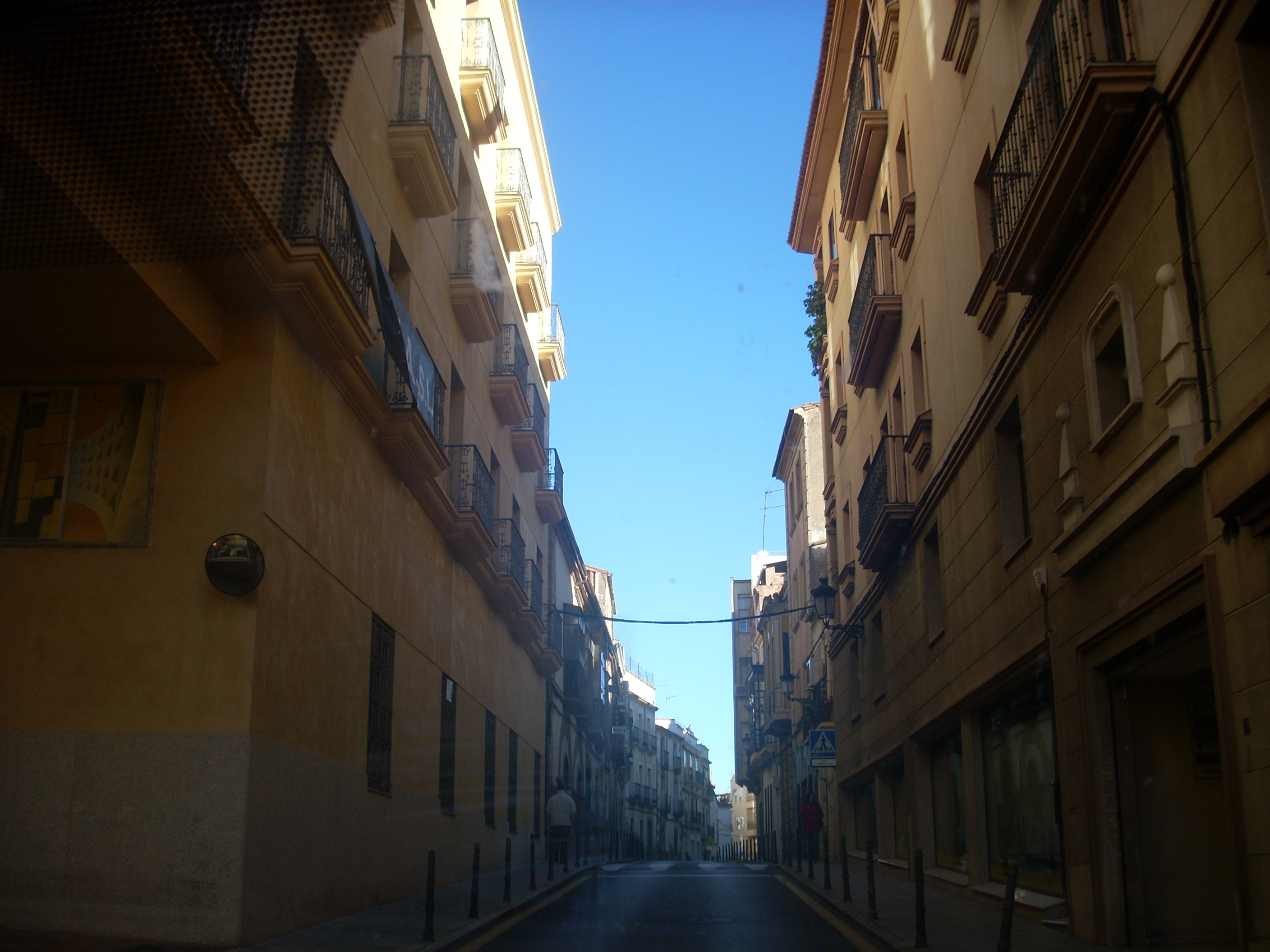
Calle Parras

Dentro de los límites oficiales del barrio destacan los siguientes monumentos históricos:
- Iglesia de San Juan Bautista: de origen medieval, es una de las cuatro parroquias históricas de la ciudad y da nombre al barrio. Fue candidata a BIC-Monumento entre 1982 y 1991, sin llegar a aprobarse ese estatus.[7]
- Monumento a Leoncia Gómez Galán: una de las esculturas más representativas de la ciudad, representa a una señora de Valencia de Alcántara que trabajaba como empleada de hogar en Cáceres y que, al llegar la edad de jubilación, trabajó entre 1966 y 1975 vendiendo por las calles el diario local Extremadura.[8]
- Convento de San Pedro: convento que fue desamortizado en el siglo XIX y del que solo se conserva una esquina frente a la iglesia de San Juan.[9]
- Palacio del Marqués de Monroy: palacio del siglo XIV que actualmente alberga la cámara de comercio de la provincia.[10]
- Palacio de Oquendo: palacio del siglo XVI que actualmente es un hotel.[11]
- Palacio de Ovando-Saavedra: palacio del siglo XV.[12]
- Casa de Ovando-Espaderos: palacio del siglo XV.[13]
- Torre del Horno: torre albarrana de la muralla de Cáceres, construida en el siglo XII durante el período almohade.[14]
- Torre del Postigo: torre de la muralla de Cáceres del siglo XII, construida durante el período almohade pero que conserva sillares romanos en su base. Es conocida por dar acceso peatonal al arco de Santa Ana a través de unas escaleras que llevan a un túnel techado con bóvedas de ladrillo.[15]
- Gran Teatro de Cáceres: teatro de principios del siglo XX.
- Ermita de San Antón (demolida): ermita del siglo XVI que marcaba la entrada a la antigua villa desde el sur. Se destruyó a finales del siglo XIX para poder conectar mejor el casco antiguo de la ciudad con su nuevo ensanche, dando lugar a la actual calle San Antón.[16]
- Calle Castillo: extraño conjunto de callejones con escaleras y arcos situado al oeste de la calle Parras. La tradición local señala que aquí hubo un castillo, pero no hay documentos claros que lo acrediten.[17]

Dentro de los límites del barrio, en la calle María Telo Núñez, se ubica la sede local de la Agencia Estatal de Administración Tributaria. Este edificio, construido en 1964 en estilo moderno, está protegido por el Plan General Municipal de 2010 como monumento de relevancia local con protección estructural, por ser un edificio singular representativo del ensanche de Cáceres.